# Государственная авиация
Госуда́рственная авиа́ция (в Российской Федерации) — авиация, используемая для решения задач в области обороны (государственная военная авиация), а также - для решения задач в области обеспечения безопасности, охраны общественного порядка, общественной безопасности и противодействия преступности, осуществления пограничной и таможенной службы, космической деятельности, гражданской обороны, защиты населения и территорий от чрезвычайных ситуаций природного и техногенного характера (государственная авиация специального назначения).

## Состав
Государственная авиация подразделяется на:
- военную авиацию
- авиацию специального назначения (ФСБ, СВР, ФСО, МЧС, МВД, ФТС, Роскосмос)

## Официальное толкование
Воздушный кодекс Российской Федерации:

Статья 22. Государственная авиация

1. Авиация, используемая в целях осуществления функций государства и обеспечения решения указанных в настоящем пункте задач, относится к государственной авиации.
Государственная авиация, используемая для решения задач в области обороны Российской Федерации Вооруженными Силами Российской Федерации, привлекаемыми в этих целях другими войсками, воинскими формированиями и органами, относится к государственной военной авиации.
Государственная авиация, используемая для решения возложенных на федеральные органы исполнительной власти и Государственную корпорацию по космической деятельности "Роскосмос" задач в области обеспечения безопасности Российской Федерации, сфере обеспечения безопасности объектов государственной охраны, сфере охраны общественного порядка, обеспечения общественной безопасности и противодействия преступности, а также в областях таможенного дела, космической деятельности, гражданской обороны, защиты населения и территорий от чрезвычайных ситуаций природного и техногенного характера, в том числе обеспечения безопасности людей на водных объектах и пожарной безопасности, относится к государственной авиации специального назначения.— Воздушный кодекс России от 19.03.1997 № 60-ФЗ.

## Контроль за безопасностью полётов
Согласно Постановлению Правительства Российской Федерации от 20 ноября 2001 года № 801 контроль за деятельностью авиационного персонала государственной авиации в части, касающейся обеспечения безопасности полётов осуществляет Служба безопасности полётов авиации Вооруженных Сил Российской Федерации (СБПА ВС России).
Основными задачами СБПА ВС России являются:
- осуществление государственного контроля за деятельностью авиационного персонала государственной авиации в части, касающейся безопасности полётов;
- организация и проведение расследований авиационных происшествий и авиационных инцидентов с воздушными судами, находящимися в пользовании Министерства обороны Российской Федерации, отдельных авиационных происшествий и авиационных инцидентов с государственными воздушными судами федеральных органов исполнительной власти и организаций, а также авиационных происшествий и авиационных инцидентов, в которые вовлечен авиационный персонал нескольких федеральных органов исполнительной власти и организаций;
- классификация и учёт авиационных происшествий и авиационных инцидентов в государственной авиации Российской Федерации, проверка деятельности федеральных органов исполнительной власти и организаций по ведению расследований, классификации и учёта авиационных происшествий и авиационных инцидентов.